# William E. Allen
William Ellam Allen était directeur par intérim du Bureau of Investigation (BOI) en 1919.
Le BOI était un prédécesseur du Federal Bureau of Investigation (FBI).

## Biographie
Ancien assistant en matière de guerre du chef du Bureau of Investigation, Allen fut nommé directeur par intérim le 10 février 1919.
Allen démissionna de son poste le 30 juin 1919 et fut remplacé par William J. Flynn.